# Angélique Bullion
Angélique Bullion, född 1593, död 1664, var en fransk filantrop. Hon är känd som en av finansiärerna av Société Notre-Dame de Montréal, en religiös orden som var en av medgrundarna till staden Montréal i Nya Frankrike (nuvarande Kanada). Hon bidrog också med medel till annan bosättning i Kanada. 
Hon gifte sig 1612 med den förmögne ämbetsmannen Claude de Bullion. Vid sin makes död 1640 blev hon en förmögen änka och ägnade sig åt välgörenhet, som bidragsgivare till olika filantropiska ändamål. Hon engagerade sig i Nya Frankrike och dess kolonisation. 